# Función de trabajo

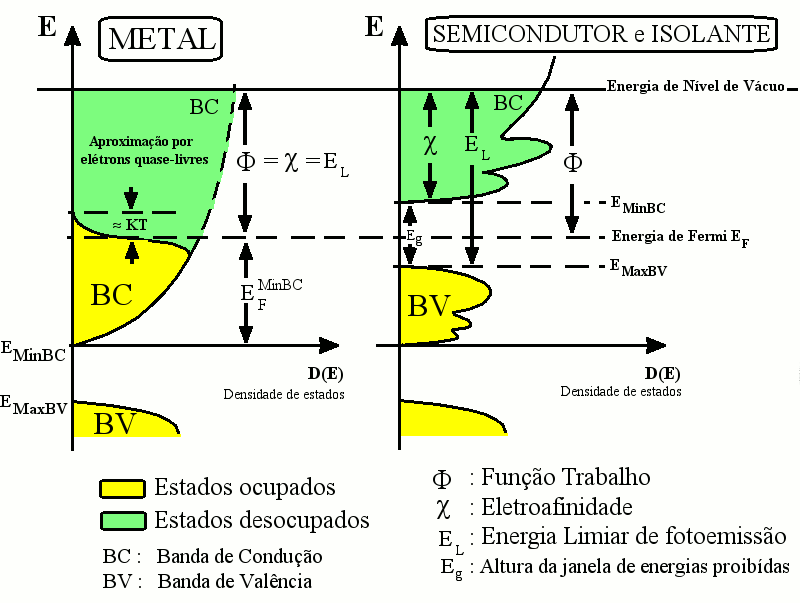
La función de trabajo, denotada como Φ, es la energía mínima que se necesita para liberar un electrón desde la superficie de un material al vacío.

En física del estado sólido la función de trabajo o trabajo de extracción, es la energía mínima (normalmente medida en electronvoltio), necesaria para arrancar un electrón de un sólido, a un punto inmediatamente fuera de la superficie del sólido (o la energía necesaria para mover un electrón desde el nivel de energía de Fermi hasta el vacío). Aquí "inmediatamente" significa que la posición final del electrón está lejos de la superficie a escala atómica pero todavía cerca del sólido en una escala macroscópica. La función de trabajo es una propiedad fundamental para cualquier sustancia sólida con una banda de conducción (tanto vacía como parcialmente llena). Para un metal, el nivel de Fermi está dentro de la banda de conducción, indicando que la banda esta parcialmente llena.
Para un aislante, el nivel de Fermi cae dentro del gap, indicando una banda de conducción vacía; en este caso, la energía mínima para arrancar un electrón es aproximadamente la suma de la mitad del gap, y la función de trabajo.

## Función de trabajo fotoeléctrica
La función de trabajo es la energía mínima que debe proporcionarse a un átomo para liberar un electrón de la superficie de una sustancia determinada. En el efecto fotoeléctrico, la excitación electrónica es obtenida por absorción de un fotón.
(Cuando un electrón adquiere energía, éste salta de un nivel de energía a otro en saltos cuánticos. Este proceso se llama excitación de un electrón, y los niveles altos de energía se llaman estados excitados). Si la energía del fotón es mayor que la función de trabajo de la sustancia, se produce la emisión fotoeléctrica y el electrón es liberado de la superficie. (El exceso de energía del fotón se traduce en la liberación del electrón con energía cinética distinta de cero).
La función de trabajo fotoeléctrica es
{\displaystyle \phi =hf_{0}}
dónde {\displaystyle h} es la constante de Planck y {\displaystyle f_{0}} es la frecuencia mínima (umbral) del fotón, requerida para producir la emisión fotoeléctrica.

## Función de trabajo termoiónica
La función de trabajo es también importante en la teoría de la emisión termoiónica. En este caso los electrones ganan su energía del calor, en lugar de a través de fotones. De acuerdo a la ecuación de Richardson-Dushman la densidad de corriente de electrones emitida J (A/m²) está relacionada con la temperatura absoluta T por la ecuación:
{\displaystyle J=AT^{2}e^{-W \over kT}}
donde W es la función de trabajo del metal, T es la temperatura del metal en Kelvin,  k es la constante de Boltzmann y la constante de proporcionalidad A, conocida como constante de Richardson, viene dada por
{\displaystyle A={4\pi mk^{2}e \over h^{3}}=1.20173\times 10^{6}\;\mathrm {Am^{-2}K^{-2}} }
donde m y -e son la masa y la carga del electrón , y h es la constante de Planck.
La emisión termoiónica --- electrones escapando del filamento negativamente cargado calentado cátodo caliente --- es importante en la operación de tubos de vacío.
El Tungsteno, la elección común para filamentos de tubos de vacío, tiene una función de trabajo de aproximadamente 4,5 eV; Varias capas de óxido pueden reducirla sustancialmente